# Vávrovice (železniční zastávka)
Vávrovice jsou železniční zastávka v západní části opavské městské části Vávrovice. Leží v km 107,590 jednokolejné železniční trati Olomouc – Opava východ mezi stanicemi Skrochovice a Opava západ.

## Historie
Zastávka, tehdy s německým názvem Wawrowitz, byla dána do provozu 15. prosince 1895. Od roku 1918 nesla zastávka český název Vávrovice s výjimkou let 1938–1945, kdy se používal německý název Wawrowitz Bahnhof. V roce 2016 proběhla celková oprava trati Opava – Krnov, ve Vávrovicích se to projevilo především výstavbou nového nástupiště a zřízením přístřešku pro cestující.

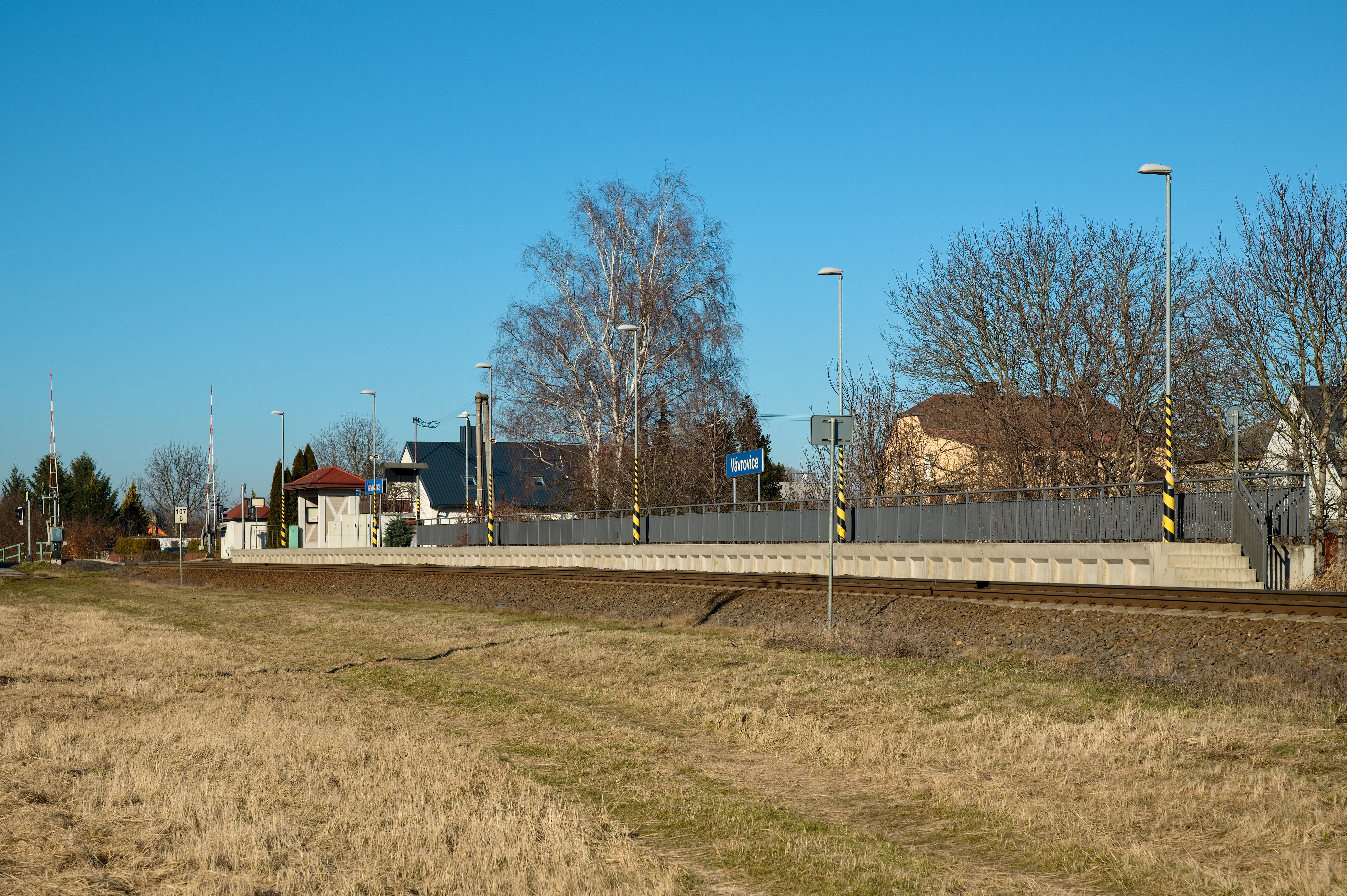
Celkový pohled na zastávku

## Popis zastávky
Zastávka ležící na jednokolejné trati je vybavena jednostranným vnějším nástupištěm o délce 90 m a s nástupní hranou ve výšce 550 mm nad temenem kolejnice. V zastávce je elektrické osvětlení ovládané automaticky. Cestujícím slouží přístřešek. Přístup na nástupiště je bezbariérový. Cestující jsou informování o jízdách vlaků rozhlasem INISS. Zastávka není obsazena žádnými drážními zaměstnanci, nezajišťuje tak odbavení cestujících, jízdenky se tak prodávají ve vlaku bez manipulační přírážky. V bezprostřední blízkosti zastávky se v km 107,571 nachází železniční přejezd P7767, na kterém železniční trať kříží silnice III//0578. Přejezd je vybaven světelným zabezpečovacím zařízením se závorami.

## Provoz osobní dopravy
Vlaky ČD a zastávka jsou součástí integrovaného systému ODIS, zastavují zde vlaky systému Esko označené jako linka S10. V roce 2023 v zastávce zastavovaly přímé osobní a spěšné vlaky ve směrech Bruntál, Jeseník, Krnov, Opava východ, Rýmařov a vybrané spoje do Moravského Berouna.